# Tilletia ehrhartae
Tilletia ehrhartae är en svampart som beskrevs av P.H.B. Talbot 1958. Tilletia ehrhartae ingår i släktet Tilletia och familjen Tilletiaceae.   Inga underarter finns listade i Catalogue of Life.